# Filmska glasba
Filmska glasba je glasbeno delo, napisano za spremljavo filma, del zvočne podlage filma.
Film je sintetična zvrst: združuje literarno ustvarjanje, dramsko igro in glasbeno umetnost, pri tem pa uporablja vsa tehnična sredstva, ki so na razpolago za ustvarjanje iluzije resničnosti, od studijske tehnologije do računalniške animacije. 
Razmerje med filmom in glasbo je bilo tesno v vseh obdobjih filmske zgodovine. Filmska glasba pa je v mnogočem odpirala nove možnosti sami glasbeni umetnosti, saj so v filmskih partiturah skladatelji že v zgodnjem obdobju filma uporabljali zvočne učinke, ki so postali legitimno zvočno gradivo v delih skladateljev t. i. resne glasbe šele v 2. polovici 20. stoletja. 
Filmsko glasbo so ustvarjali največji mojstri klasične glasbe, med njimi Sergej Prokofjev, Dmitrij Šostakovič, Erich Wolfgang Korngold, Jacques Ibert, Kurt Weill, George Gershwin, Aaron Copland, Benjamin Britten, Georges Auric in Goffredo Petrassi. Filmski ustvarjalci so glasbo uporabljali, da bi podkrepili filmsko sporočilo, razvila pa se je tudi posebna zvrst filma, glasbeni film, v katerem je glasba po pomenu vsaj enakovredna filmski fabuli. Mnogo filmskih umetnin je tudi posvečeno prav glasbi in glasbenikom, na primer: Amadeus Miloša Formana, Učiteljica klavirja Michaela Hanekeja, In ladja gre Federica Fellinija ter Jesenska sonata Ingmarja Bergmana. Vse najbolj znane opere so bile posnete tudi v filmski obliki. 
Filmska glasba se je razvila v posebno glasbeno zvrst. Filmske partiture so samostojna glasbena dela in nekatere med njimi so prav v konici razvoja sodobne glasbe. Mojstri kot so John Williams, Maurice Jarre, John Barry, Carl Davis, Mikis Theodorakis, Michel Legrand, Nino Rota, Riz Ortolani, Ennio Morricone, Henry Mancini, Andrew Lloyd Webber, Vangelis in Philipp Glass so se prebili v prvo vrsto ustvarjalcev filmske glasbe. S filmskimi izdelki so svojo kariero dopolnjevali prvorazredni pop zvezdniki od Elvisa Presleya do Beatlov, Pink Floydov in Madonne. 
Glasba v filmskem delu odmerja ritem dogajanja, določa občutek za prostor, podčrtuje dramatičnost situacij, predvsem pa vpliva na čustva gledalcev in poslušalcev. Pomen latinske besede »e-motio« ponuja razlago čustvovanja kot premikov v duševnosti, ki so posledica zaradi zunanjega dražljaja porušenega duševnega ravnovesja. Ko subjekt iz porušenega ravnovesja izvirajoče duševne napetosti ne more izravnati s takojšnjo akcijo, nastopi odloženo izravnavanje te napetosti, ki mu pravimo čustvo. Osnovni vzorec glasbe je prav igra melodičnih, harmonskih, ritmičnih, dinamičnih in barvnih napetosti ter njihovih umetelno zadrževanih razrešitev. Ta strukturna enakost omogoča glasbi, da brez posrednikov spregovori človekovim čustvom. Glasbo najpogosteje dojemamo kot govorico čustev. 